# سیاه‌رود (طارم)
سیاهورود روستایی است که در استان زنجان، شهرستان طارم، بخش مرکزی، دهستان درام قرار دارد. مردم این روستا به زبان تاتی سخن می‌گویند. تاتی با توجه به اینکه یکی از زبان‌های ایرانی شمال غربی است بیشترین نزدیکی را به زبان پارسی دارد.

## جمعیت
بر اساس سرشماری سال ۱۳۹۰ جمعیت این روستا ۱۳۰ نفر بوده است. مردم سیاه رود به زبان تاتی سخن می‌گویند.